# Tropischer Sturm Olivia (2006)
Tropischer Sturm Olivia war der 19 tropische Zyklon und 16 benannte Sturm der pazifischen Hurrikansaison 2006. Olivia entstand am 9. Oktober etwa 2200 km westsüdwestlich der Südspitze Niederkaliforniens. Nordostwärts ziehend und dabei den Status eines tropischen Sturms erhaltend, schaffte das System es wegen Windscherung nicht, sich wesentlich zu verstärken. Olivia schwächte sich am 11. Oktober zu einem Tiefdruckgebiet ab und degenerierte auf ostsüdöstlichem Kurs am 13. Oktober in ein Resttief. Dieses wurde später durch eine größere Störung absorbiert, zu der auch das Resttief von Norman gehörte. Weil der Sturm während seiner Existenz weit auf Hoher See blieb, wurden keine Auswirkungen auf Land berichtet.

## Sturmverlauf

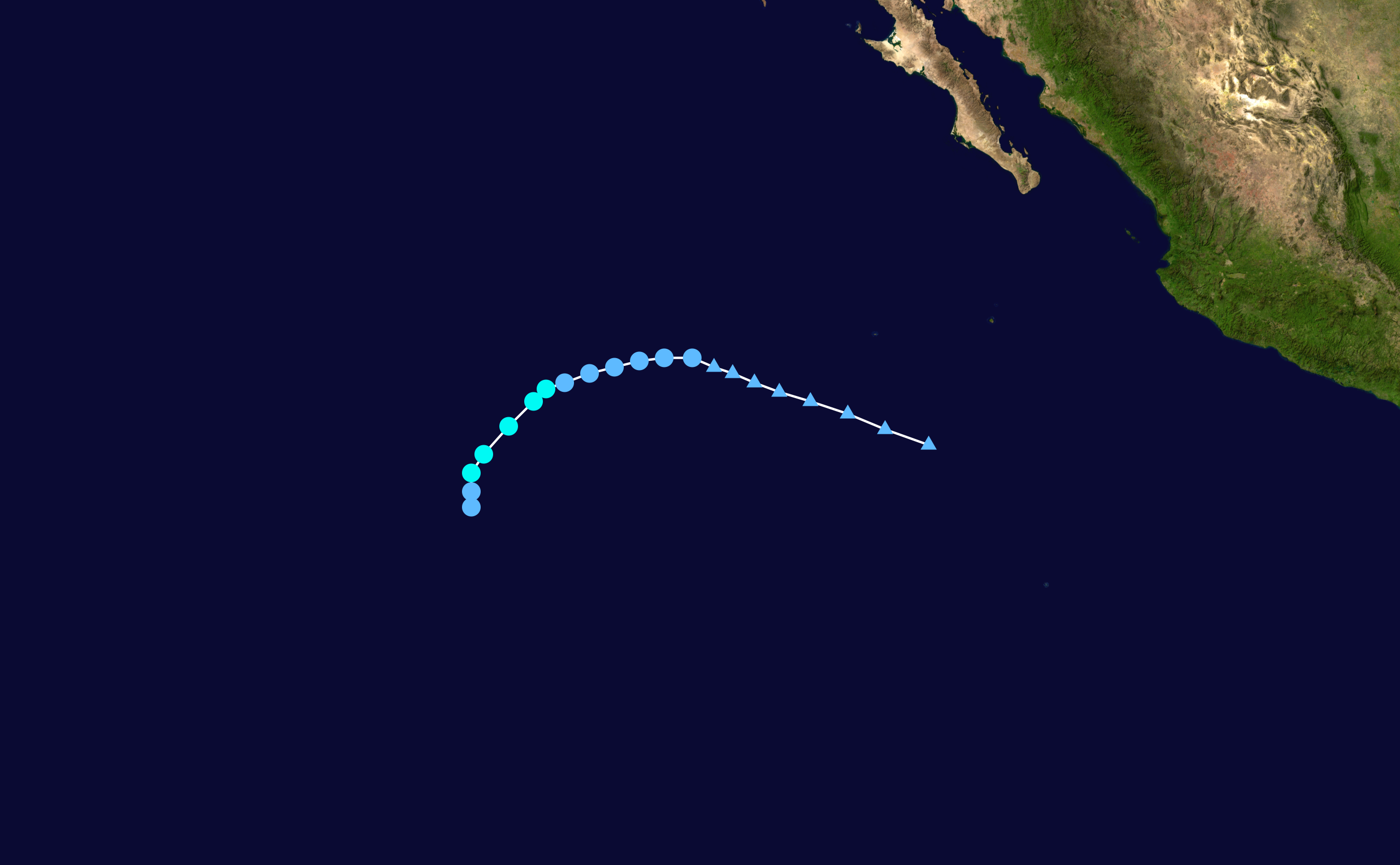
Zugbahn

Am 18. September löste sich eine tropische Welle von der Küste Westafrikas und zog über den Atlantischen Ozean. Als die Welle südlichen an den Kapverdischen Inseln vorüberzog, flackerte die atmosphärische Konvektion auf, das System entwickelte sich jedoch nicht weiter, sondern setzte seinen Weg westwärts fort. Sie überquerte den Norden Südamerikas und gelangte am 29. September in den Pazifischen Ozean. Die Konvektion nahm kontinuierlich zu und entlang der Wellenachse entwickelte sich am 5. Oktober ein ausgedehntes Tiefdruckgebiet. Die Gewitteraktivität nahm zu und Beobachtungen mit der Dvorak-Technik wurden am 7. Oktober aufgenommen. Mäßige Windscherung hinderte die Konvektionsaktivität daran, für mehr als einige Stunden anzudauern, was zunächst die weitere Entwicklung des Systems nicht zuließ. Als jedoch das Tiefdrucksystem weiter nach Westen zog, entwickelte sich die Konvektion im nördlichen Halbkreis des Systems in eine gekrümmte Bandstruktur. Es wird vermutet. dass sich das System am 9. Oktober um 18:00 Uhr UTC in ein tropisches Tiefdruckgebiet organisiert hat, als es etwa 2200 km westsüdwestlich der Südspitze Niederkaliforniens lag.
Das Tiefdruckgebiet begann, nach Nordwesten zu triften, da es unter Einfluss der Steuerungsströmungen eines Hochdruckgebietes gelangte. Spät am 9. Oktober wurde die tiefe Konvektion des Systems weniger organisiert, und die schützende kalte Wolkendecke verschwand. Da jedoch nicht erwartet wurde, dass die Windscherung sofort deutlich zunehmen würde, wurde eine Intensivierung innerhalb kurzer Zeit prognostiziert. Früh am 10. Oktober organisierte sich das Tiefdruckgebiet etwas besser, nachdem nördlich des Zentrums ein Ausbruch von tiefer Konvektion auftrat. Das System behielt die tiefe Konvektion in der Nähe des Zentrums für sechs bis neun Stunden bei und um 6:00 Uhr UTC am 9. Oktober wurde das Tiefdruckgebiet zum Tropischen Sturm Olivia aufgestuft.
Sechs Stunden nach der Aufstufung zum tropischen Sturm erreichte Olivia andauernde Spitzenwindgeschwindigkeiten von 75 km/h. Da allerdings die Windscherung inzwischen ziemlich stark war, beschränkte sich die tiefe Konvektion am 10. Oktober auf den nördlichen Halbkreis der Zirkulation. Am 11. Oktober wirkte sich die Windscherung deutlich auf Olivia aus, die Konvektionsaktivität ging zurück und die Wolkendecke erwärmte sich. Wegen der Disorganisation wurde das System um 12:00 Uhr UTC zum tropischen Tiefdruckgebiet zurückgestuft. Die Konvektion wurde vom Zentrum der Zirkulation getrennt und später im Tagesverlauf degenerierte der Sturm zu einem Wirbel niedriger Wolken ohne aktive Konvektion. Nachdem das System nach Osten abdrehte, bildeten sich erneut Konvektionsschübe in der Nähe des Zentrums, wodurch sich die Meteorologen des National Hurricane Centers veranlasst sahen, die Ausgabe von Sturmwarnungen fortzusetzen. Es bestand durchaus die Möglichkeit, dass Olivia wiedererstarken würde und zwar dann, wenn das System lang genug überleben konnte, bis es ein Gebiet mit wärmeren Oberflächenwassertemperaturen und geringer Windscherung erreicht hätte. Allerdings zerfiel es am 13. Oktober in ein Resttief. Dieses Resttief zog nach Ost-Südost und wurde am 15. Oktober durch das Resttief von Norman absorbiert; der gegenseitige Einfluss beider System ist vermutlich verantwortlich für die kurz darauf erfolgte Reintensivierung Normans in einen tropischen Sturm.

## Auswirkungen und Namensgebung
Weil Olivia weit vom Land entfernt blieb, gibt es keine Berichte über Auswirkungen, Sachschäden oder den Verlust an Menschenleben im Zusammenhang mit diesem Sturm. Keine Schiffe gerieten in Seenot und es wurden keine konkreten Sturmwarnungen für einzelne Küstenabschnitte ausgelöst. Wegen des Fehlens jeglicher Auswirkungen wurde der Name Olivia nicht von der Liste der Namen tropischer Wirbelstürme gestrichen und ist zur Verwendung während der pazifischen Hurrikansaison 2012 vorgesehen. Die Verwendung im Jahr 2006 war das achte Mal, dass der Name Olivia im östlichen pazifischen Becken verwendet wurde. Die Namensvergabe in diesem Becken folgt demselben Prinzip wie die der Namen für atlantische Hurrikane, verwendet aber eigenständige Listen. Das derzeitige System der Namensvergabe wurde für das pazifische Becken ein Jahr vor dem Atlantik eingeführt, als 1978 außer der Reihe die Liste IV verwendet wurde. 1979 verwendeten beide Becken jeweils die Liste I und seitdem laufen die Listen parallel.